# Пропагандистський фільм
Пропагандистський фільм — кінофільм, який містить в собі певну форму пропаганди. Пропагандистські фільми можуть бути оформлені різними способами, але найчастіше бувають поставлені в документальному стилі або за вигаданим сценарієм. Такі фільми створюються з метою переконати глядача в конкретній політичній або релігійній точці зору, або задля емоційного впливу на його думки чи поведінку, часто надаючи суб'єктивний зміст, який може свідомо вводити в оману.